# NGC 981
NGC 981 ist eine Spiralgalaxie vom Hubble-Typ Sc im Sternbild Walfisch südlich der Ekliptik. Sie ist schätzungsweise 202 Millionen Lichtjahre von der Milchstraße entfernt und hat einen Durchmesser von etwa 60.000 Lj.

Im selben Himmelsareal befinden sich die Galaxien NGC 942, NGC 950, NGC 977, IC 1818.
Das Objekt wurde im Jahr 1886 von Ormond Stone entdeckt.